# Bisdom East Anglia
Het bisdom East Anglia (Latijn: Dioecesis Angliae Orientalis) is een rooms-katholiek bisdom met als zetel Norwich, in het Verenigd Koninkrijk. Het bisdom is suffragaan aan het aartsbisdom Westminster. 

## Geschiedenis
Het bisdom werd opgericht op 13 maart 1976, uit delen van het bisdom Northampton. 

## Parochies
Het bisdom had in 2021 een oppervlakte van 12.559 km2 en telde 2.496.800 inwoners waarvan 4,4% rooms-katholiek was.

## Bisschoppen
- Alan Charles Clark (26 april 1976 - 21 maart 1995)
- Peter David Gregory Smith (21 maart 1995 - 26 oktober 2001)
- Michael Charles Evans (14 februari 2003 - 11 juli 2011)
- Alan Stephen Hopes (11 juni 2013  - 11 oktober 2022)
- Peter Gwilym Collins (11 oktober 2022 - heden)

## Galerij van afbeeldingen

Wapen van het bisdom

Westminster (aartsbisdom) · Brentwood · East Anglia · Northampton · Nottingham